# Gmach Urzędu Pocztowego nr 2 w Szczecinie
Poczta nr 2 – Urząd Pocztowy Poczty Polskiej w Szczecinie mieszczący się przy ul. Dworcowej na Nowym Mieście.
Budynek wykonany jest z czerwonej cegły, w stylu neorenesansu niemieckiego. W górnych partiach elewacji znajdują się tympanony zwieńczone końskimi łbami, a w nadprożach okien – orły. W holu pierwszego z budynków poczty znajduje się szklany dach oraz strop wsparty na kolumnach.
Zespół budynków pocztowych jest najstarszym zachowanym przykładem XIX-wiecznej architektury pocztowej. Gmach zbudowany został etapami w latach 1872–1905 według projektu Carla Schwatlo. Był rozbudowywany w roku 1877 i późniejszych, aż do czasów I wojny światowej. Autorami poprawek byli m.in. August Endell oraz Hucke. Po II wojnie światowej mieściły się tutaj: Urząd Pocztowy nr 2, inspekcja radiowa, laboratorium telekomunikacyjne oraz Technikum Łączności.
W latach 1994–1995 budynek poddano konserwacji i gruntownie odremontowano.

## Galeria

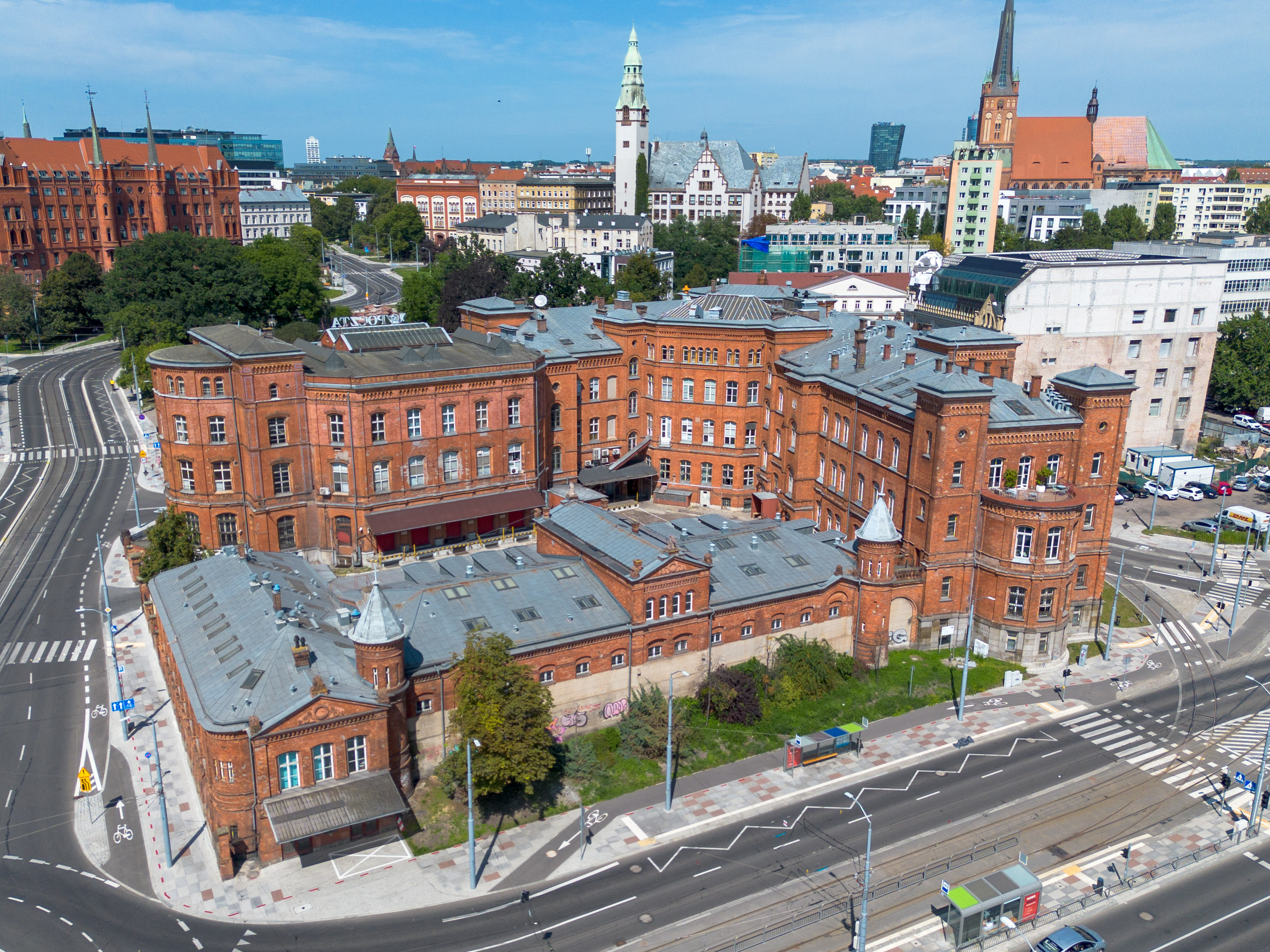
Widok od strony Odry
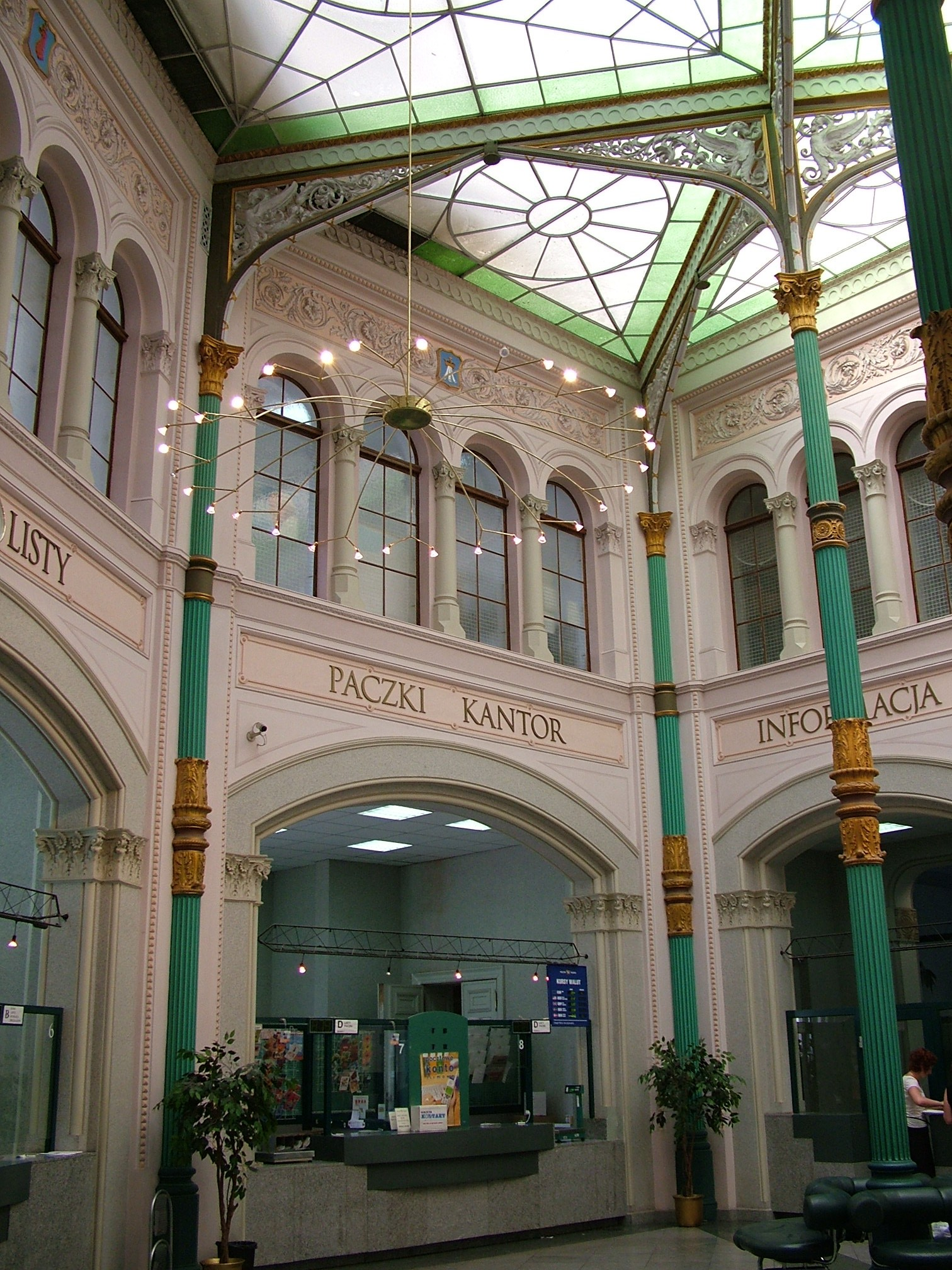
Fragment głównej sali obsługi klientów
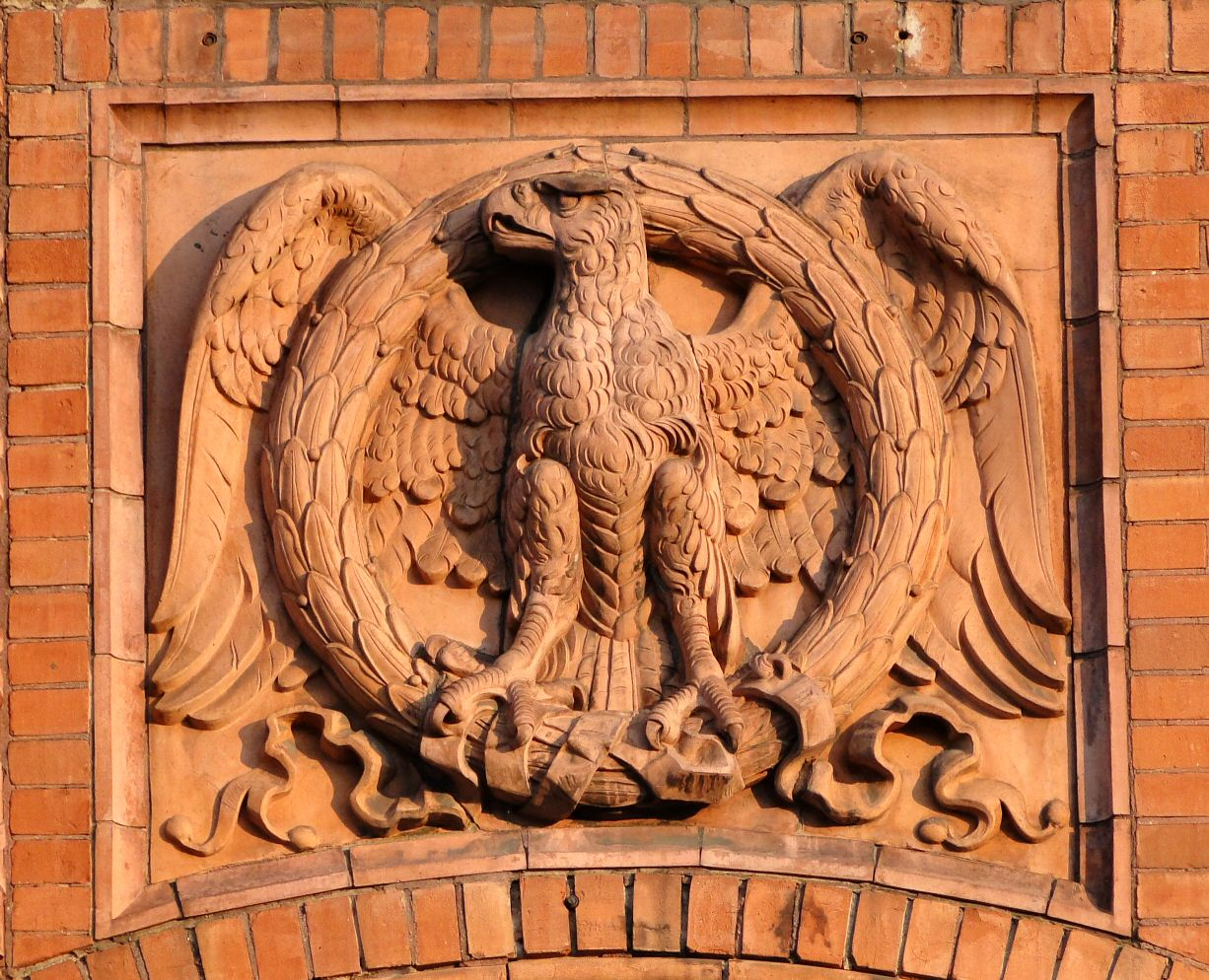
Detal elewacji zewnętrznej
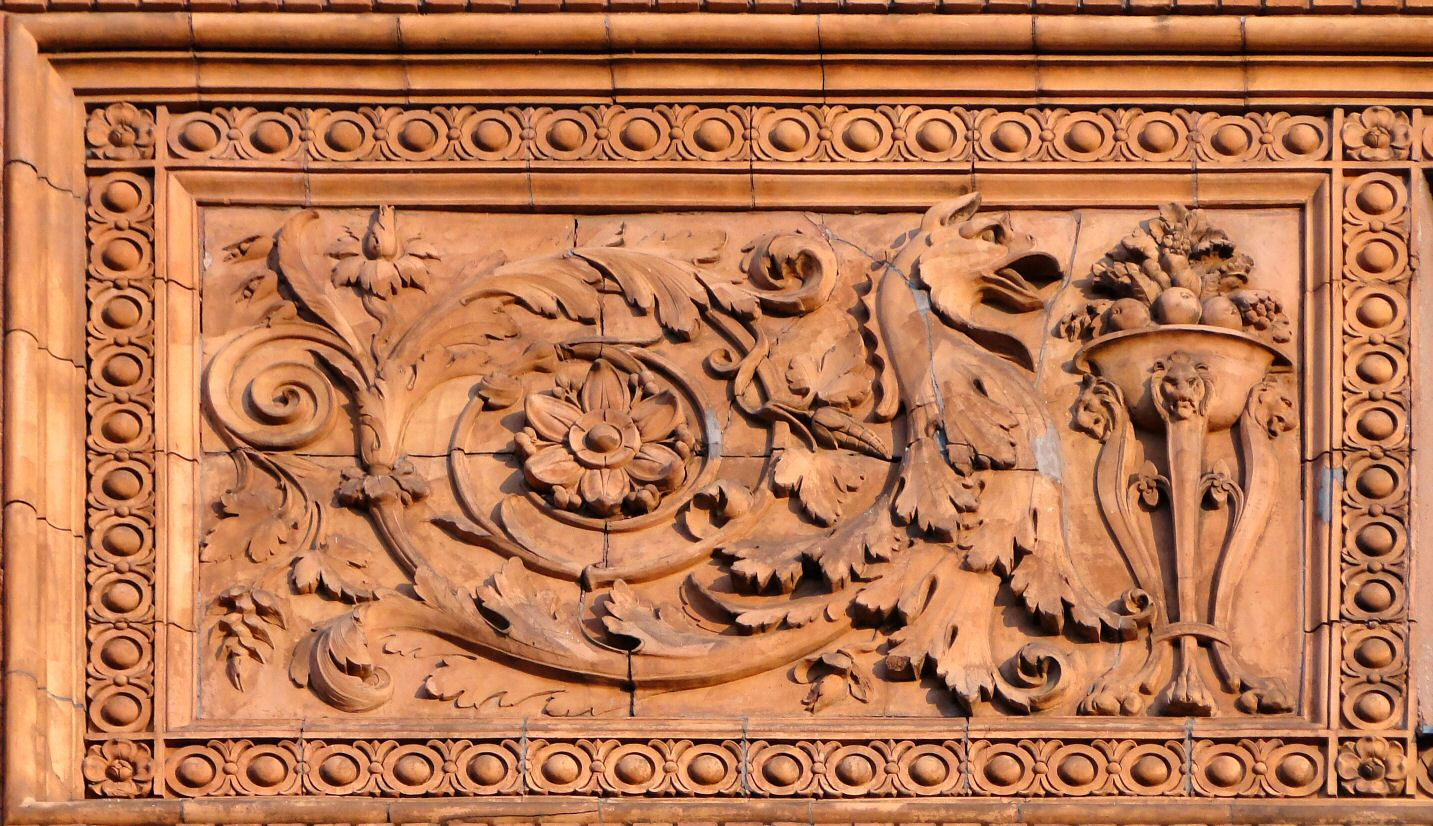
Detal elewacji zewnętrznej
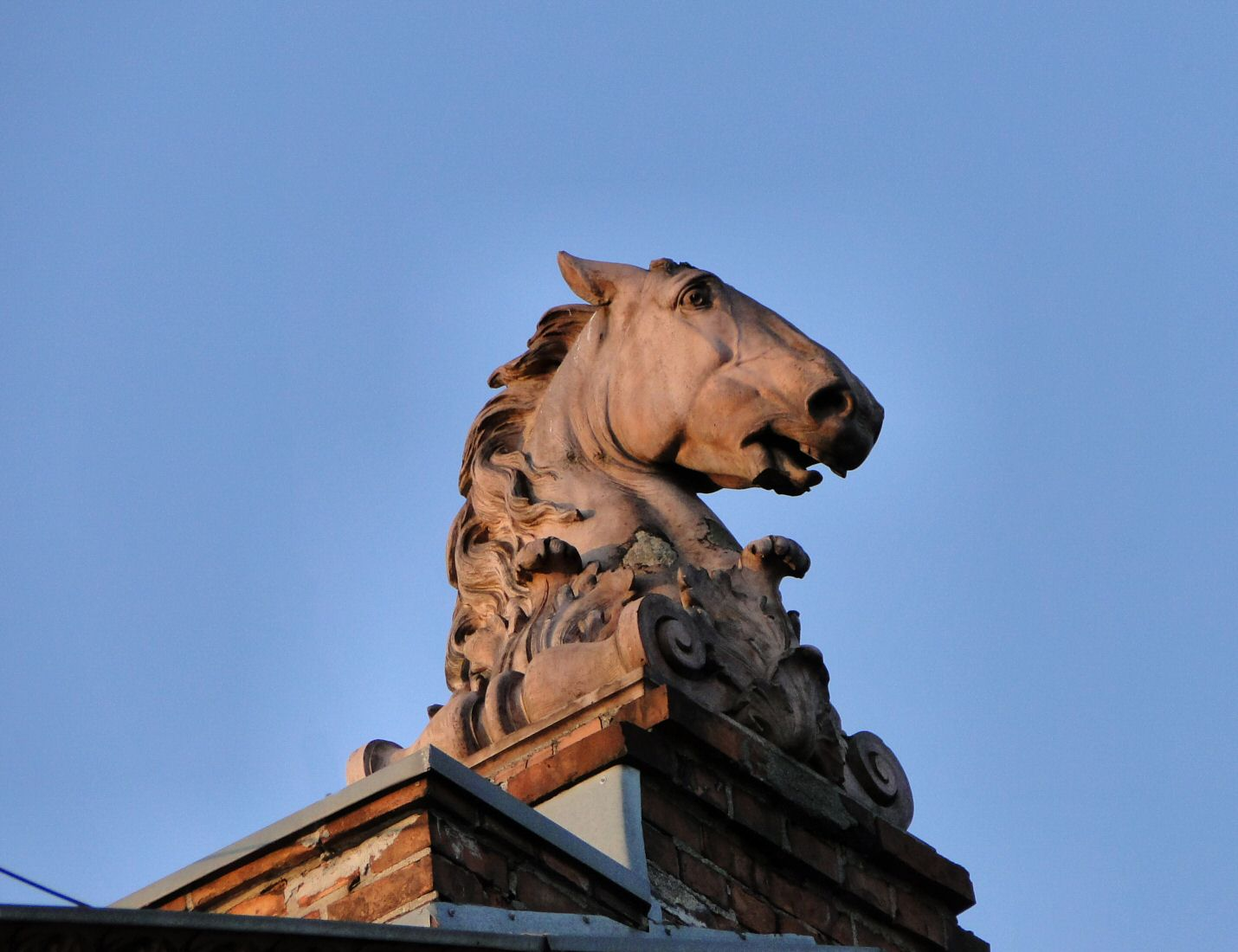
Detal elewacji zewnętrznej